# Myrtales
Myrtales é uma ordem de plantas angiospérmicas (plantas com flor - divisão Magnoliophyta), pertencente à classe Magnoliopsida (Dicotiledóneas - planta cujo embrião contém dois ou mais cotilédones).
Caracterizam-se por terem folhas simples, inteiras. Flores normalmente tetrâmeras, sincárpicas e estiletes soldados. Os ovários também são soldados e a placentação é axial com muitos óvulos. O receptáculo floral é mais ou menos côncavo, chegando a ser tubular. As sementes possuem endosperma desenvolvido.
É uma das principais componentes da flora brasileira.

## Famílias
| - Alzateaceae - Combretaceae - Crypteroniaceae - Gonystylaceae - Heteropyxidaceae - Lythraceae - Melastomataceae - Memecylaceae | - Myrtaceae - Oliniaceae - Onagraceae - Penaeaceae - Psiloxylaceae - Punicaceae - Rhynchocalycaceae - Sonneratiaceae - Thymelaeaceae - Trapaceae - Vochysiaceae |